# 小行星3543
小行星3543，是小行星带的一颗小行星，由南京紫金山天文台发现于1964年11月11日。命名为“宁波”。临时代号1964 VA3。

## 外部链接

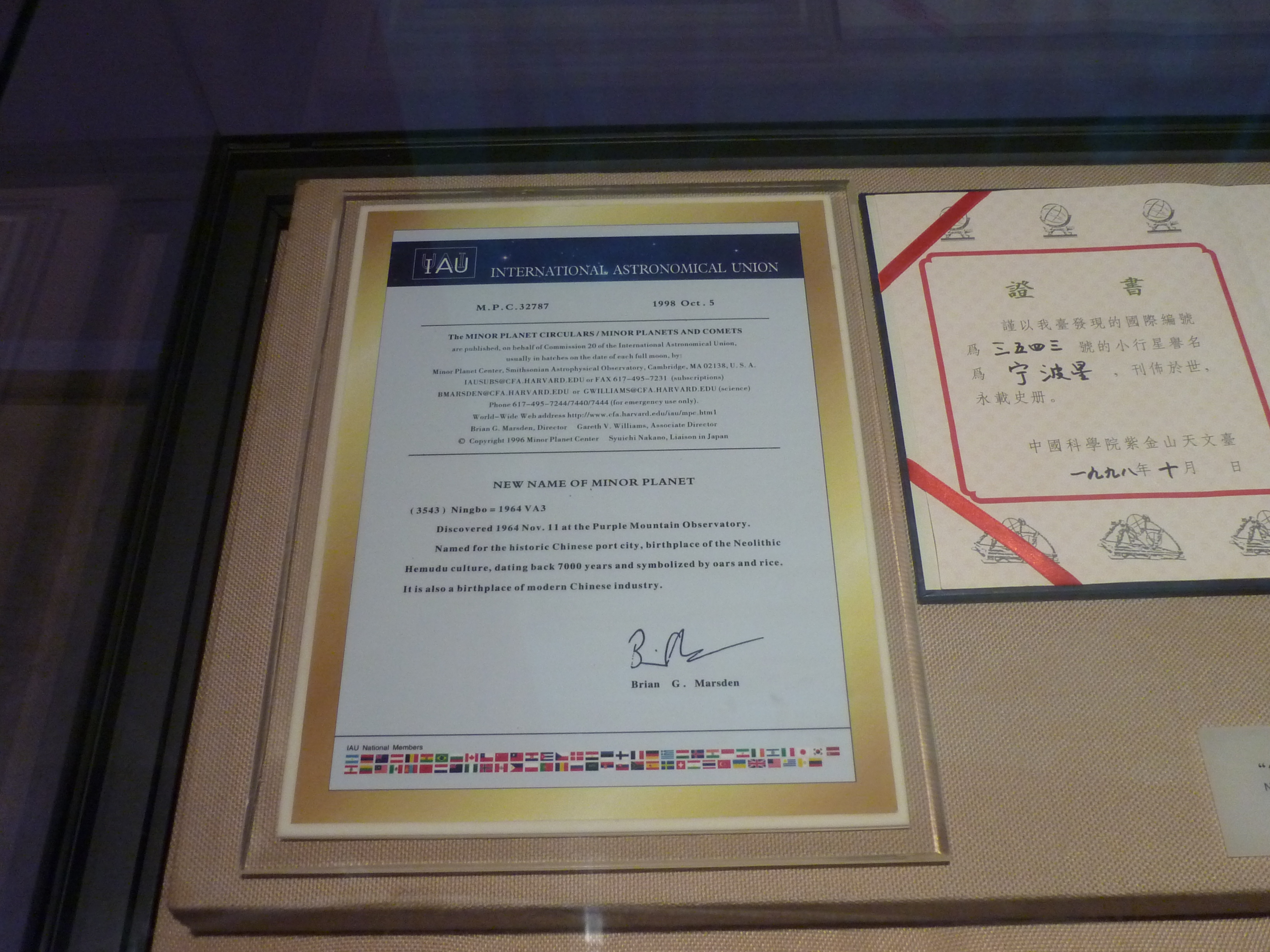
宁波小行星命名证书，藏于宁波帮博物馆